# مخزن سد رود شمکور
مخزن سد رود شمکور (به لاتین: Shamkirchay reservoir) یک مخزن سد در جمهوری آذربایجان است که در شهرستان شمکر واقع شده‌است.